# Epictia clinorostris
Espèce
Epictia clinorostris est une espèce de serpents de la famille des Leptotyphlopidae.

## Répartition
Cette espèce est endémique du Brésil. Elle se rencontre dans les États du Mato Grosso et du Goiás.

## Publication originale
- Arredondo & Zaher, 2010 : A New Species of Epictia (Serpentes: Leptotyphlopidae) from Central Brazil. South American Journal of Herpetology, vol. 5, n. 3, p. 189–198.